# Trachurus declivis
Trachurus declivis är en fiskart som först beskrevs av Jenyns, 1841.  Trachurus declivis ingår i släktet Trachurus och familjen taggmakrillfiskar. Inga underarter finns listade i Catalogue of Life.